# La Genétouze (Vendée)
La Genétouze (frühere Schreibweise: La Génétouze) ist eine französische Gemeinde mit 1.963 Einwohnern (Stand: 1. Januar 2022) im Département Vendée in der Region Pays de la Loire; sie gehört zum Arrondissement La Roche-sur-Yon und zum Kanton Aizenay (bis 2015: Kanton Le Poiré-sur-Vie). Die Einwohner werden Genestosiens oder Genétouziens genannt.
Die Änderung der Schreibweise von La Génétouze auf La Genétouze erfolgte mit Dekret 2017-149 vom 7. Februar 2017.

## Geographie
La Genétouze liegt etwa neun Kilometer nordwestlich des Stadtzentrums von La Roche-sur-Yon. Im Gemeindegebiet entspringt das Flüsschen Ornay, das hier noch Guyon genannt wird. Umgeben wird La Genétouze von den Nachbargemeinden Le Poiré-sur-Vie im Norden, Mouilleron-le-Captif im Osten und Südosten, Venansault im Süden und Südwesten sowie Aizenay im Westen.

## Bevölkerungsentwicklung
| Jahr                      | 1962 | 1968 | 1975 | 1982 | 1990 | 1999 | 2006 | 2012 |
| Einwohner                 | 584  | 619  | 762  | 1125 | 1319 | 1393 | 1503 | 1775 |
| Quelle: Cassini und INSEE |      |      |      |      |      |      |      |      |

## Sehenswürdigkeiten
- Kirche Mariä Himmelfahrt (Église Notre-Dame-de-l’Assomption) aus dem 19. Jahrhundert
- Ehemalige Abtei Le Lieu-Dieu des Sankt-Norbert-Ordens aus dem 12. Jahrhundert (Monument historique)
- Kapelle Sainte-Radégonde aus dem 12. Jahrhundert, im 16. Jahrhundert und im 19. Jahrhundert umgebaut

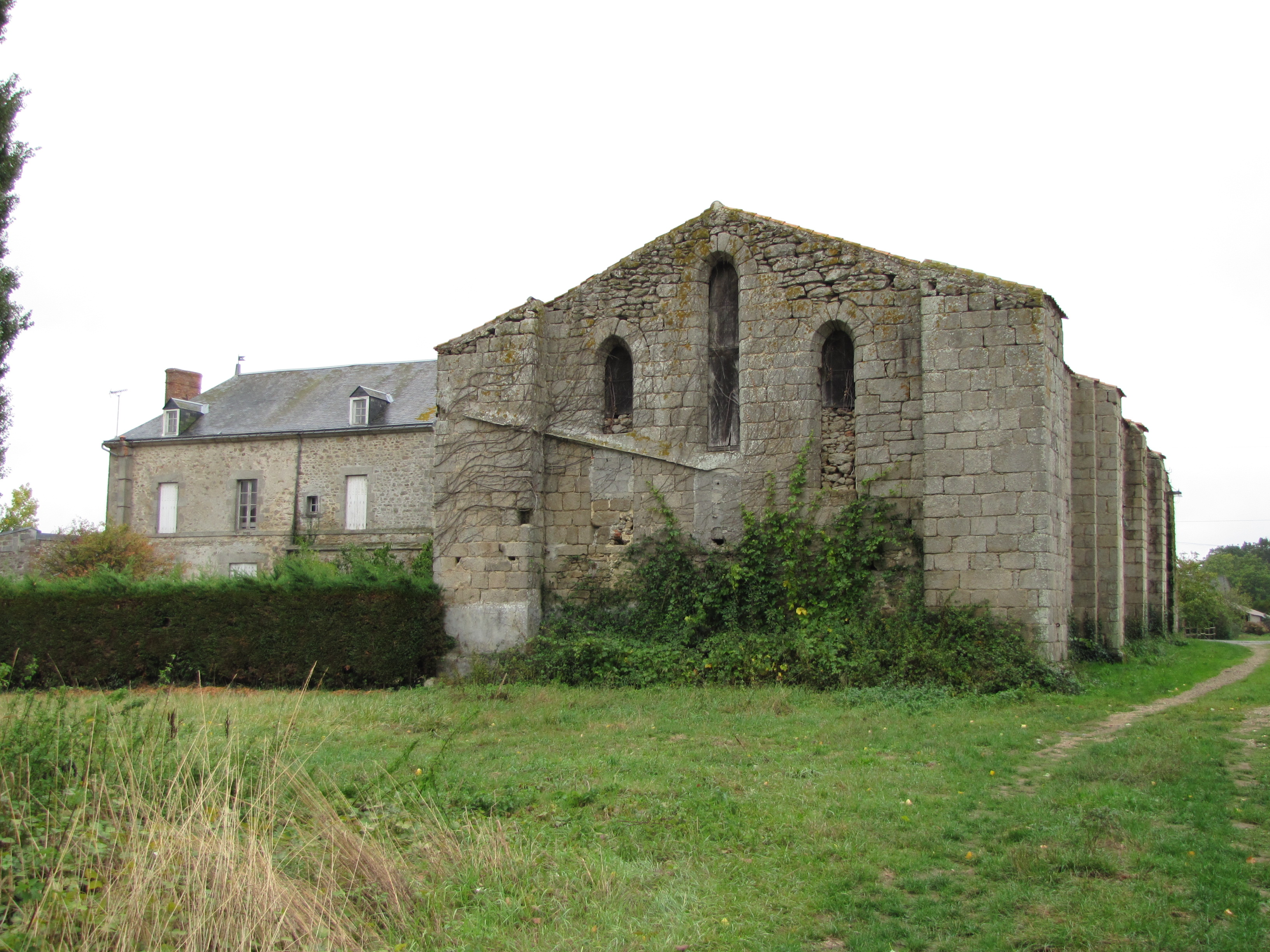
Abtei Le Lieu-Dieu
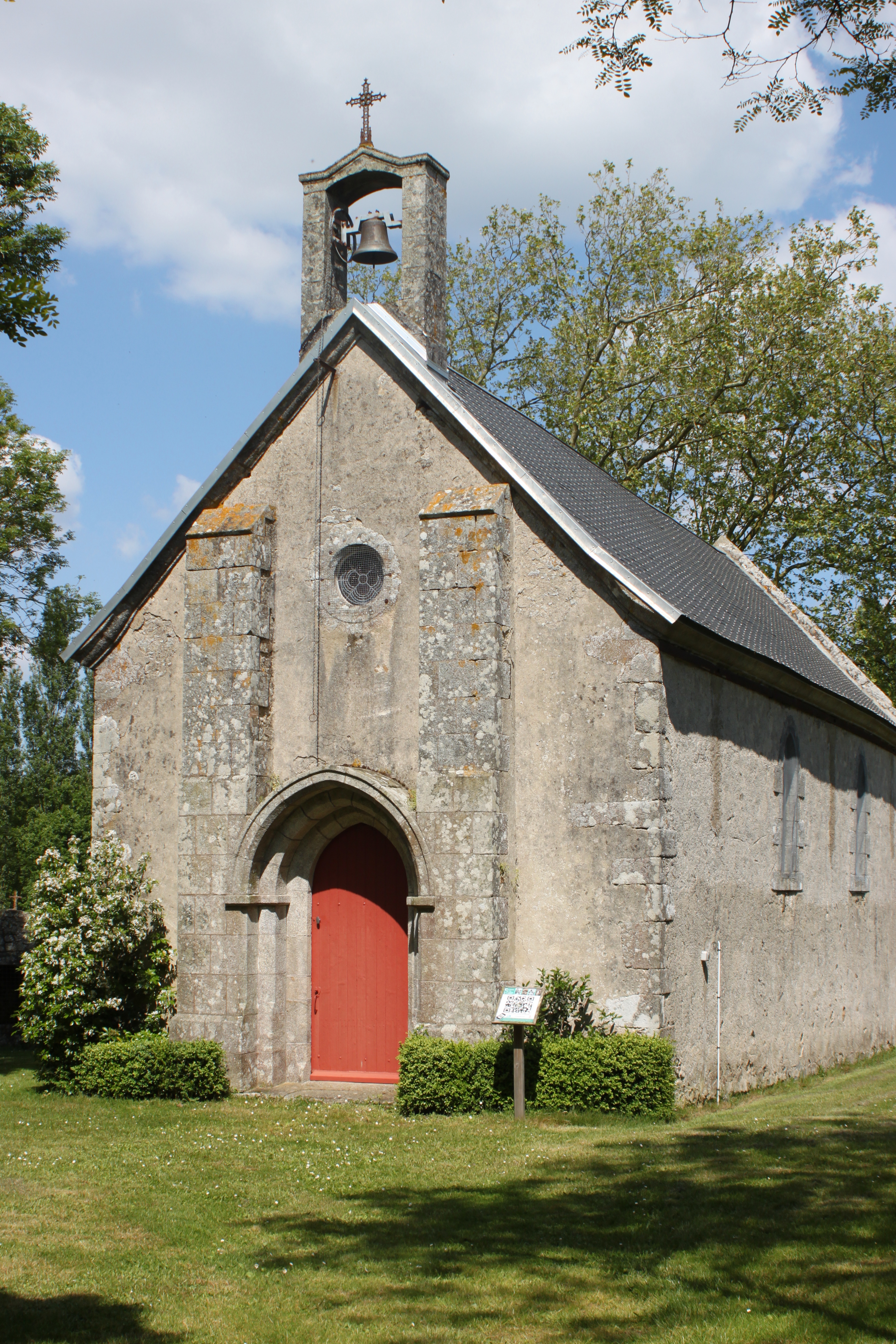
Kapelle Sainte-Radégonde